# Бичуването на Христос (Пиеро дела Франческа)
Бичуването на Христос (на италиански: Flagellazione di Cristo), вероятно от 1455 – 1460 г., е картина на Пиеро дела Франческа, която се помещава в Националната галерия на Марке в Урбино, Италия. Наречена от един автор „загадъчна малка картина“, композицията е сложна и необичайна и нейната иконография е обект на крайно различаващи се една от друга теории. Кенет Кларк поставя Бичуването в своя личен списък на десетте най-добри картини, наричайки я „най-великата малка картина на света“.

## Описание
Темата на картината е бичуването на Христос от римляните по време на неговите Страсти. Библейското събитие е изобразено в открита галерия, намираща се на средна дистанция, докато три фигури на преден план в дясната част на композицията явно не обръщат никакво внимание на развиващите се зад тях събития. Картината е високо ценена заради употребата на линейна перспектива и атмосферата на неподвижност, която я изпълва, като творбата получава епитета „най-великата малка картина на света“ от изкуствоведа Кенет Кларк.
Картината е подписана под седналия император OPVS PETRI DE BVRGO S[AN]C[T]I SEPVLCRI – „дело на Пиеро от Борго Санто Сеполкро“ (родния му град).
Бичуването е в частност хвалена заради реалистичното изпълнение на залата, в която се разиграва сцената на бичуването, и по-конкретно във връзка с размера на фигурите и геометричната подредба на композицията. Портретът на брадатия мъж на преден план се счита за необичайно дълбок за времето на Пиеро.

## Интерпретации
Голяма част от научния дебат около творбата засяга идентичностите или значението на тримата мъже на преден план. В зависимост от интерпретацията на темата на творбата те може да са съвременни на художника личности или хора, свързани с Христовите Страсти, или е възможно дори да имат множество идентичности. Последното може да бъде предположено и имайки предвид седналия мъж вляво, който в един определен смисъл със сигурност е Пилат Понтийски, традиционно част от темата. Идеята за две времеви рамки на композицията е извлечена от факта, че сцената на бичуването е осветена отдясно, докато предполагаемо „модерната“ външна сцена е осветена отляво. Първоначално картината е имала рамка, на която е била написана латинската фраза Convenerunt in Unum („Обединиха се“), взета от Псалм 2, ii от Стария завет. Текстът е цитиран в Деяния на светите апостоли 4:26 и се отнася до Пилат, Ирод и евреите.

### Конвенционална
Според конвенционалната интерпретация, която все още се поддържа в Урбино, тримата мъже са Одантонио да Монтефелтро, херцог на Урбино, между двамата си съветници Манфредо дей Пио и Томазо ди Гуидо дел'Аниело, които са убити заедно на 22 юли 1444 г. Двамата съветници са смятани за отговорни за смъртта на Одантонио поради своето непопулярно управление, което довежда до фаталния заговор. По този начин смъртта на Одантонио в своята невинност е сравнена с тази на Христос. При това положение картината е поръчана от Федерико да Монтефелтро, който наследява своя полубрат Одантонио като управник на Урбино. Според друга интерпретация двамата мъже от двете страни на младежа са Серафини и Ричарели, и двамата граждани на Урбино, за които се твърди че заедно са убили Одантонио и двамата му лоши съветници. Против тези интерпретации говори подписаното от Федерико и гражданите на Урбино споразумение, че той няма да помни деянието, извършено срещу Одантонио, че никой няма да бъде наказан за него и че Федерико ще защитава всички, които могат да бъдат компрометирани от тези престъпления´. Нещо повече, тялото на Одантонио е погребано в анонимен гроб. Картина, посветена на паметта на херцог Одантонио и на неговата реабилитация, по този начин би представлявала предателство към гражданите на Урбино.

### Династична
Според друга традиционна гледна точка картината има за цел да отдаде династична почит и е поръчана от херцог Федерико да Монтефелтро, наследника и полубрат на Одантонио. Тримата мъже в този смисъл са неговите предшественици. Тази интерпретация има за основа една инвентаризация от 18 век на Урбинската катедрала, където преди се е помещавала творбата, и в която картината е описана като „Бичуването на нашия Господ Исус Христос, с фигурите и портретите на херцог Гуидубалдо и Одо Антонио“. Въпреки това обаче, тъй като херцог Гуидобалдо е син на Федерико, роден през 1472, тази информация няма как да бъде достоверна. Вместо това, фигурата най-вдясно може да е на бащата на Одантонио и Федерико – Гуидантонио.

### Политико-теологическа
Според тази също старомодна позиция фигурата в центъра олицетворява ангел, ограден от Латинската и Православната църкви, чието разделение става причина за нарушаване на целостта на християнството.
Седналият мъж вляво, наблюдаващ бичуването, е византийският император Йоан VIII Палеолог, както може да бъде идентифициран по облеклото, в частност необичайната червена шапка с обърната нагоре периферия, която може да бъде различена и на един медал на Пизанело. Според позицията на тази интерпретация, предложена от Карло Гинзбърг през 2000 г., картината на практика представлява покана от кардинал Висарион и хуманиста Джовани Бачи към Федерико да Монтефелтро с цел последния да вземе участие в кръстоносния поход. Младият мъж на картината е Бонконте II да Монтефелтро, който умира от чума през 1458 г. По този начин страданията на Христос са отъждествени с тези на византийците и Бонконте.
Силвия Рончи и други изкуствоведи считат, че творбата представлява политическо послание на кардинал Висарион, в което бичувания Христос символизира страданието на Константинопол, който по това време е обсаден от османците, както и страданието на християнството като цяло. Фигурата вляво, която наблюдава, е султан Мурад II, вляво от когото седи Йоан VIII. Тримата мъже вдясно са (от ляво надясно) са: кардинал Висарион, Тома Палеолог (братът на Йоан VIII, изобразен бос, тъй като, понеже не е император, не може да носи лилавите обувки, с които вместо него е изобразяван Константин) и Николо III д'Есте, домакин на събора от Мантуа след преместването му във Ферара.
Пиеро дела Франческа рисува Бичуването около 20 години след падането на Константинопол. Въпреки това обаче по това време алегориите, свързани с това събитие, както и присъствието на византийци в италианската политика не са рядкост, за което свидетелства съвременната на художника Капела на влъхвите на Беноцо Гоцоли в двореца „Медичи-Рикарди“ във Флоренция.

### Кенет Кларк
През 1951 изкуствоведа Кенет Кларк идентифицира брадатия мъж като гръцки учен, а самата картина – като алегория на страданието на Църквата след падането на Византийската империя през 1453 г. и на замисления кръстоносен поход, подкрепен от папа Пий II и обсъден на събора в Мантуа. Отново, мъжът най-вляво би трябвало да е византийският император.

### Мерилин Арънбърг Левин
Друго обяснение на картината е предложено от Мерилин Арънбърг Левин в Пиеро дела Франческа: Бичуването.
Интериорната сцена представя Пилат Понтийски и Ирод, който е нарисуван в гръб, като сцената силно напомня множество други изображения на бичуването, които Пиеро е познавал.
Левин идентифицира фигурата вдясно като Лудовико Гонзага, маркиз на Мантуа, а фигурата вляво – като неговия близък приятел, астрологът Отавио Убалдини дела Карда, който живее в херцогския дворец. Отавио е в традиционното облекло на астролог, като приликата е дори по отношение на разклонената му брада. По времето, когато се смята че е нарисувана картината, Отавио и Лудовико вече са изгубили синовете си, които на картината са символизирани от фигурата на младежа между двамата бащи. Трябва да се отбележи, че главата на младежа е окичена с лавров венец, означаващ слава. Левин смята, че картината има за цел да отъждестви страданието на Христос със скръбта на двамата бащи. Тя предполага, че картината е поръчана от Отавио за семейния му параклис, Капела дел Пердоно, който се намира в херцогския дворец в Урбино и който има олтар, чиято фасада е с точните размери на картината. Ако картината е поставена на олтара, нейната перспектива може да бъде видяна правилно само ако някой коленичи пред нея.

### Дейвид А. Кинг
Интерпретацията на Дейвид Кинг, директор на Института по история на науката във Франкфурт, Германия, прави връзка между картината и латинския надпис върху една астролабия, направена през 1462 г. от Йохан Региомонтан и представена на кардинал Висарион. Търсейки монограми на имена по епиграмата, Кинг цели да установи двойни или множествени идентичности за всеки един от осемте персонажа и един класически бог, изобразени на картината. Младият мъж в кардиналско червено е нетърпеливият млад немски астроном Региомонтан, новото протеже на кардинал Висарион. Въпреки това, неговото изображение съдържа в себе си трима именити близки до Висарион млади мъже: Буонконте да Монтефелтро, Бернардино Убалдини дала Карда и Ванджелиста Гонзага. Един от няколкото замисли на творбата е да покаже надежда за бъдещето с пристигането на младия астроном в кръга на Висарион, както и да отдаде почит на тримата починали млади мъже.

### Джон Поуп-Хенеси
Изкуствоведът сър Джон Поуп-Хенеси твърди в своята книга Пътят на Пиеро дела Франческа, че истинската тема на картината е „Сънят на Св. Йероним.“ Според него „като младеж Св. Йероним сънувал, че бива бичуван по заповед от небето заради това, че чете езически текстове, като впоследствие той си спомня този сън в едно известно писмо до Евстохия, описанието от което съвпада точно с лявата част на картината от Урбино“.
Поуп-Хенеси също така цитира и се позовава на една по-ранна картина на сиенския художник Матео ди Джовани, сюжетът на която е историята, разказана в писмото на Йероним, като по този начин авторът потвърждава своята идентификация на замисъла на Пиеро.

## Влияние
Умереността и формалната чистота на картината привличат силно, когато Пиеро за пръв път бива „открит“, особено що се отнася до почитателите на кубисткото и абстракционисткото изкуство. Изкуствоведите се отнасят към творбата с особено голяма почит, като по отношение на Пиеро Фредерик Харт я описва като „най-близкото до перфектност постижение и максимална реализация на идеалите на втория ренесансов период“.
Картината е спомената в романа на Лен Дейтън SS-GB от 1978 г.